# Ипатий Вифинский
Ипатий Вифинский или Ипатий из Руфинианы (ум. ок. 443—446) — византийский монах из Вифинии, глава монашеской общины в Руфинианах. Сохранилось его житие, написанное его учеником, монахом того же монастыря Каллиником. Этот документ является ценным источником сведений о повседневной жизни провинциальных монахов Византии начала V века.
Единственным источником сведений об Ипатии является житие, написанное его учеником Каллиником. Сам Каллиник принял христианство в начале V века. Перед тем, как стать монахом он был нотариусом. В силу не высокого уровня образованности он писал простым слогом, на упрощённом церковном греческом языке. C другой стороны, причиной простоты языка Каллиника является его неприятие языка «некоторых бывших юристов», которые «философизируют обычное общение эллинской образованность». В соответствии с этим взглядом, житие Ипатия написано с использованием богатого и точного языка повседневной жизни. Текст был написан не позднее 450 года.
Ипатий был сыном юриста фригийского происхождения, переселившегося в Константинополь и жившего там в роскоши. Вместо того, чтобы продолжить дело своего отца, Ипатий ещё в юности оставил изучение грамматики и присоединился к монастырю в сельском пригороде столицы, во Фракии. Его игуменом был армянин Иона, ранее служивший в императорской гвардии. Местность, где находился их монастырь, сильно пострадала от нашествий готов и гуннов в начале 380-х годов, и стараниями Ионы, имевшего связи среди столичной аристократии, в монастыре были приняты беженцы из окрестных деревень. Не все эти деревни были христианизироваными, и сообщается, что Иона вместе с монахами устраивали сожжения священных деревьев и других культов объектов. Впоследствии Ипатий действовал подобным образом в Вифинии. 3 апреля 400 года Ипатий занял опустевший монастырь Руфинианы, основанным префектом Руфином в его вифинских владениях. После казни Руфина в 395 году монастырь был передан другому собственнику, который не был заинтересован в поддержании проживавшей там монашеской общины. Ко времени прибытия туда Ипатия считалось, что в этом месте поселились демоны. Считалось, что в монастыре хранятся реликвии апостолов Петра и Павла. За время запустение здания монастыря сильно пострадало. Благодаря усилиям Ипатия, который организовал производство и продажу корзин и садового инвентаря, а также при поддержки богатой христианской матроны, монастырь вырос и стал процветать. К 406 году в нём проживало 30 монахов. Некий Аэций, которого Ипатий излечил от безумия, оплатил ремонт зданий и постройку новой часовни. Монастырь имел свой акведук, который использовался пока для него не была построенная собственная цистерна. В период наивысшего расцвета число монахов Руфинианы достигало пятидесяти.
В жизнеописании Ипатия Вифинского содержатся сведения о распространении христианства во Фригии в начале V века и в Вифинии первой половины V века. Весьма подробен рассказ Каллиника о фестивале Артемиды в горной части Вифинии, относящийся к последним годам жизни Ипатия. Борьба с культом Артемиды в Малой Азии, начатая Ипатием, была продолжена его учениками, в частности Каллиником. Помимо борьбы с языческими культами в сельской местности, Ипатий в 431 году вмешался в дела Халкидона, где возобновили олимпийские торжества. Программа этого местного фестиваля, запрещённого в правление Константина Великого, не известна но, вероятно, она включала спортивные, литературные и музыкальные состязания. В ответ на это Ипатий собрал отряд из двадцати монахов и направился в Халкидон с целью помешать проведению этого торжества. Не получив поддержки от архиепископа Евлалия, Ипатий обратился к местным архимандритам с призывом присоединиться к его борьбе против языческого «фестиваля Сатаны».
Каллиник сообщает, что множество язычников из других городов приходили к Ипатию принять крещение.